# Командный чемпионат СССР по переписке 1968—1970
Командный чемпионат СССР по шахматам по переписке 1968—1970 — 2-й чемпионат.

## Командные результаты
1. РСФСР — 85 очков из 132
2. Эстония — 84
3. Ленинград — 83
4. Москва — 77
5. Латвия — 73
6. Украина — 69
7. Белоруссия — 64
8. Литва — 64
9. Узбекистан — 63½
10. Молдавия — 54
11. Казахстан — 52½
12. Армения — 22

## Индивидуальные результаты команды-победительницы
1. Н. Копылов — 5½ очков из 11
2. А. Гильман — 6
3. Н. Аратовский — 5½
4. Д. Гречкин — 5½
5. А. Черненко — 5½
6. Г. Сорокин — 8½
7. Н. Покровский — 8
8. М. Клецель — 9
9. П. Вланский — 8½
10. Л. Гуревич — 8½
11. Б. Пугачёв — 8½
12. И. Аброшина — 6

## Турнир первых досок
1. Э. Куускмаа — 9 очков из 11
2. Р. Барстатис (Литва) — 8½
3. Я. Клован (Латвия) — 7½
4. Л. Масеев (Украина) — 6½
5—7. Ш. Гилезетдинов (Казахстан), Н. Копылов (РСФСР), Г. Шах-заде (Узбекистан) — по 5½
8. А. Геллер (Ленинград) — 5
9—10. И. Злотник  (Молдавия), А. Константинопольский (Москва) — по 4
11—12. Г. Акопян (Армения), B. Литвинов (Белоруссия) — по 2½

## Лучшие результаты по доскам
1. Э. Куускмаа (Эстония) — 9 очков
2. Аб. Хасин (Москва) — 9
3. В. Бобков (Белоруссия) — 8½
4. Ю. Зелинский (Латвия), Г. Паккерт (Узбекистан), А. Решко (Ленинград) — по 7½
5. Д. Ровнер (Ленинград) — по 9½
6. Г. Сорокин (РСФСР) 8½
7. Н. Покровский (РСФСР), Р. Ритумс (Латвия), X. Томсон (Эстония) — по 8
8. М. Клецель (РСФСР) — 9
9. П. Вланский (РСФСР) — 8½
10. Л. Гуревич (РСФСР) — 8½
11. А. Шершнев (Латвия) — 9
12. Т. Зайцева (Москва) — 9